# Stressenleithe
Stressenleithe (auch Stressenanger genannt) ist ein Gemeindeteil der Kreisstadt Kronach im Landkreis Kronach (Oberfranken, Bayern).

## Geographie
Die Einöde trägt heute die Haus Nr. 6 und 7 des Gemeindeteils Blumau. Sie liegt am rechten Ufer der Haßlach.

## Geschichte
Stressenleithe wurde in der ersten Hälfte des 19. Jahrhunderts auf dem Gemeindegebiet von Knellendorf gegründet und war Haus Nr. 25 dieses Ortes und hatte ursprünglich keinen Ortsnamen. Am 1. Juli 1971 wurde Stressenleithe im Zuge der Gebietsreform in Bayern in Kronach eingegliedert.

### Einwohnerentwicklung
| Jahr      | 001854 | 001861 | 001871 | 001885 | 001900 | 001925 | 001950 | 001961 | 001970 | 001987 |
| Einwohner |        | 5      | 13     | 6      | 11     | 8      | 6      | 4      | 7      | 0      |
| Häuser    | 1      |        |        | 1      | 1      | 1      | 1      | 1      |        | 1      |
| Quelle    | [ 6 ]  | [ 2 ]  | [ 8 ]  | [ 9 ]  | [ 10 ] | [ 11 ] | [ 12 ] | [ 13 ] | [ 14 ] | [ 1 ]  |

## Religion
Der Ort ist römisch-katholisch geprägt und nach St. Johannes der Täufer (Kronach) gepfarrt.